# Апиций
Марк Гавий Апиций (на латински: Marcus Gavius Apicius) е римски гурме и най-познатият автор на готварски книги през древността.
Той живее през 1 век, по времето на император Тиберий (14 – 37 г.). Пише готварската книга „De re coquinaria“.